# Doug E. Fresh
Doug E. Fresh (nacido como Douglas E. Davis el 17 de septiembre de 1966, en Christ Church, Barbados) es un rapero, productor y beatboxer barbadense-estadounidense.
Fue uno de los raperos más populares de la vieja escuela y uno de los primeros beatboxers (todavía está visto como uno de los mejores). Fresh es capaz de imitar una caja de ritmos y varios efectos especiales con una exactitud alarmante. 
Nació en Barbados, pero fue a Estados Unidos con su familia cuando era joven. 
Su sencillo debut fue en 1983 con "Pass the Budda" junto con Spoonie Gee y DJ Spivey. Sin embargo, el gran éxito de Fresh fue en 1984 con "Beat Street" detrás de Treacherous Three. Ese mismo año debutó como artista en solitario con los sencillos "Just Having Fun" y "Original Human Beatbox".
Fresh se convirtió en una estrella de rap en 1985 con el sencillo "The Show/La Di Da Di", todo un clásico del género. En "Get Fresh Crew", colaboraron DJs Barry B., Chill Will y MC Ricky D (que más adelante alcanzaría la fama como Slick Rick). En 1987 se editó el álbum Oh, My God!, que incluía algunos clásicos ("Play This Only at Night" y "All the Way to Heaven") y fue notable por incorporar elementos de reggae y góspel. Al año siguiente, lanzó The World's Greatest Entertainer, con el sencillo "Keep Risin' to the Top". Fresh no era apreciado por su compañía discográfica y pidió abandonarla. Cuando Slick Rick grabó su debut en solitario, The Great Adventures of Slick Rick en Def Jam, tuvo gran éxito.
Hasta 1992 Fresh no volvió a aparecer en escena, con Doin' What I Gotta Do, bajo Bust It Records. En ese tiempo, el rap había cambiado, y él se encontraba un poco perdido. El álbum finalmente no consiguió mucho éxito. 
En 1995 Slick Rick y Fresh se reunieron para grabar Play. El álbum recibió buenas críticas.
A mediados de los 90, Fresh colaboró con Prince en un gran número de grabaciones, en especial en Newpower Soul y en el EP "1999, the New Master".
Recientemente, ha aparecido en el programa de VH1 I Love the 80's.

## Discografía

### Álbumes
- 1985 - Oh, My God! (Reality)
- 1988 - The World's Greatest Entertainer (Reality)
- 1992 - Doin' What I Gotta Do (Bust It)
- 1995 - Play (Gee Street)
- 1996 - Alright (Gee)

### Sencillos
- "Just Having Fun (Do the Beatbox)" [1984, Enjoy]
- "The Original Human Beatbox" [1984, Vintertainment] (acreditado como Dougy Fresh)
- "The Show" (con the Get Fresh Crew & M.C. Ricky D)/"La Di Da Di" (con M.C. Ricky D) [1985, Reality/Danya/Fantasy] - Platinum
- "All The Way To Heaven" (con The Get Fresh Crew) [1986, Reality/Danya/Fantasy]
- "Lovin' Every Minute Of It (Cyclone Ride)" [1986, Reality/Danya/Fantasy]
- "Keep Risin' To The Top"/"Guess Who?" (con The Get Fresh Crew) [1988, Reality/Danya/Fantasy]
- "Spirit" (1989, MCA) (con the Get Fresh Crew)
- "Summertime" [1989, Reality/Fantasy] (con the Get Fresh Crew)
- "Bustin' Out" [1992, Bust It/Capitol/EMI] (con the New Get Fresh Crew)
- "I-ight (Alright)" / "Freaks" (con Lil' Vicious) (1993, Gee Street Independent/4th & B'way/Island)
- "Superstition" [1997, Hollywood] (con the Get Fresh Crew)
- "We Not Giving Up" (2005, The Xtatik Experience) (con Machel Montano)
- "You"ll Never Know (2005, E-Z Rollers) (con Sharon Brown)
- "Rhyme & Punishment (2005, E-Z Rollers)  [Distorted Minds Remix]
- "Virgo" (2005) (con Ludacris & Nas)
- "Left-Right" (2007, Entertaining Music) (con Square Off)